# Emirados Árabes Unidos nos Jogos Paralímpicos de Verão de 2000
Emirados Árabes Unidos participou dos Jogos Paralímpicos de Verão de 2000, que foram realizados na cidade de Sydney, na Austrália, entre os dias 18 e 29 de outubro de 2000.